# مهرانگیز دولتشاهی
مهرانگیز دولت‌شاهی (۲۲ آذر ۱۲۹۸ – ۲۹ مهر ۱۳۸۷) دیپلمات ایرانی، سفیر ایران در دانمارک، سه دوره نماینده مجلس شورای ملی و فعال حقوق زنان بود. او از نخستین گروه زنان راه‌یافته به مجلس شورای ملی و نخستین زن سفیر در تاریخ معاصر ایران بود.

## زندگی
در مورد زادروز و زادگاه دولتشاهی گزارش‌های متناقضی وجود دارد که توسط وی بیان شده‌است. عباس میلانی بیان می‌کند که او دو سال ۱۲۹۶ و ۱۲۹۸ را به‌عنوان سال تولد خود معرفی کرده‌است. او همچنین در مورد زادگاه دولتشاهی به دو شهر تهران و اصفهان اشاره می‌کند. خانوادهٔ او مالک زمین‌های بسیاری در کرمانشاه بودند.
مهرانگیز، دختر محمدعلی میرزا مشکوه‌الدوله، نمایندهٔ مجلس و وزیر پست و تلگراف و تلفن در حکومت پهلوی، و اخترالملک، دختر هدایت‌قلی‌خان اعتضاد‌الملک، بود. خواهر او مهین دولتشاهی همسر مظفر فیروز، وزیر کار در کابینهٔ احمد قوام بود. او از دودمان قاجار بود. مهرانگیز همچنین دخترعموی عصمت دولتشاهی، آخرین همسر رضاشاه بود.

## تحصیلات
مهرانگیز دولتشاهی تحصیلات دانشگاهی خود را در آلمان گذراند. او مدرک کارشناسی خود را از دانشگاه هومبولت برلین دریافت کرد و موفق به کسب مدرک دکترا در رشتهٔ علوم اجتماعی از دانشگاه هایدلبرگ شد.

## فعالیت‌های اجتماعی
دولتشاهی در سازمان خدمات اجتماعی و انجمن حمایت از زندانیان کار می‌کرد. او پیش از سفر کاری به دانمارک، جامعهٔ راه نو را تأسیس کرد که بعداً به بخشی از سندیکای بین‌المللی زنان تبدیل شد. این جامعه به زنان آموزش می‌داد و از حقوق برابر برای آن‌ها دفاع می‌کرد. وی همچنین برنامه‌های سوادآموزی بزرگسالان را در جنوب تهران راه‌اندازی کرد. در سال ۱۳۳۰ او با صفیه فیروز، فعال زنان، به دیدار محمدرضا پهلوی رفت تا در مورد حقوق انتخاباتی زنان در ایران بحث کند. وی مدیر کمیتهٔ مشورتی در امور بین‌المللی سازمان زنان ایران بود. او در سال ۱۳۵۲ به‌عنوان رئیس شورای بین‌المللی زنان برگزیده شد و تا سال ۱۳۵۵ در این سمت باقی ماند.
او برای این‌که به روحانیت آن زمان نشان دهد فعالیت این جمعیت در جهت بی‌بندوباری زنان جامعه نیست، با تنی چند از روحانیان برجستهٔ آن زمان، از جمله سید حسین طباطبایی بروجردی و سید موسی صدر دیدارهایی داشت. وی یکی از مبتکران قانون حمایت خانواده بود که حق طلاق را برای زنان به رسمیت می‌شناخت و اختیار همسر دوم را توسط مرد، منوط به اجازهٔ همسر اول می‌کرد. کتاب جامعه، دولت و جنبش زنان ایران از آخرین نوشته‌های مهرانگیز دولت‌شاهی است.

## فعالیت‌های سیاسی
دولتشاهی از حوزه انتخابیه کرمانشاه به مدت سه دوره از سال ۱۳۴۲ تا ۱۳۵۴ در مجلس شورای ملی حضور یافت و جزو نخستین زنانی بود که به این مجلس راه یافته‌اند. او در تدوین قانون حمایت از خانواده ۱۳۴۶ و اصلاحات آن در سال ۱۳۵۴ نقش بسیاری داشت. وی همچنین به‌عنوان نخستین وزیر امور زنان در ایران خدمت کرد. در دورهٔ وزارت عباسعلی خلعتبری در وزارت امور خارجه ایران، از او برای تصدی سفارت ایران در دانمارک دعوت به عمل آمد (۱۳۵۴) و وی به‌عنوان نخستین سفیر زن ایرانی عازم سفارت ایران در دانمارک شد و تا زمان پیروزی انقلاب ۱۳۵۷ به این مأموریت ادامه داد.

## سال‌های آخر و مرگ
دولتشاهی در زمان انقلاب ۱۳۵۷ در دانمارک بود و پس از آن دیگر به ایران بازنگشت. او در سال ۲۰۰۲ کتاب جامعه، دولت و جنبش زنان ایران را منتشر کرد. وی سرانجام در ۲۹ مهر ۱۳۸۷ در سن ۸۸ سالگی در پاریس درگذشت.

## جوایز و افتخارات
- صلیب بزرگ نشان دانبروگ دانمارک (۱۴ فوریهٔ ۱۹۷۹)

دولتشاهی در سال ۱۹۹۷ به‌عنوان زن سال بنیاد مطالعات زنان ایران در ایالات متحده آمریکا معرفی شد.